# Conesa (departement)
Conesa is een departement in de Argentijnse provincie Río Negro. Het departement (Spaans:  departamento) heeft een oppervlakte van 9.765 km² en telt 6.291 inwoners.

## Plaatsen in departement Conesa
- Barrio Colonia Conesa
- Boca de la Travesía
- Colonia Chocori
- Colonia La Luisa
- Colonia San Juan
- Colonia Santa Rosa
- Colonia Santa Teresita
- Coronel Fco. Sosa
- General Conesa
- San Lorenzo